# Die Einsamkeit des Langstreckenläufers (Erzählung)

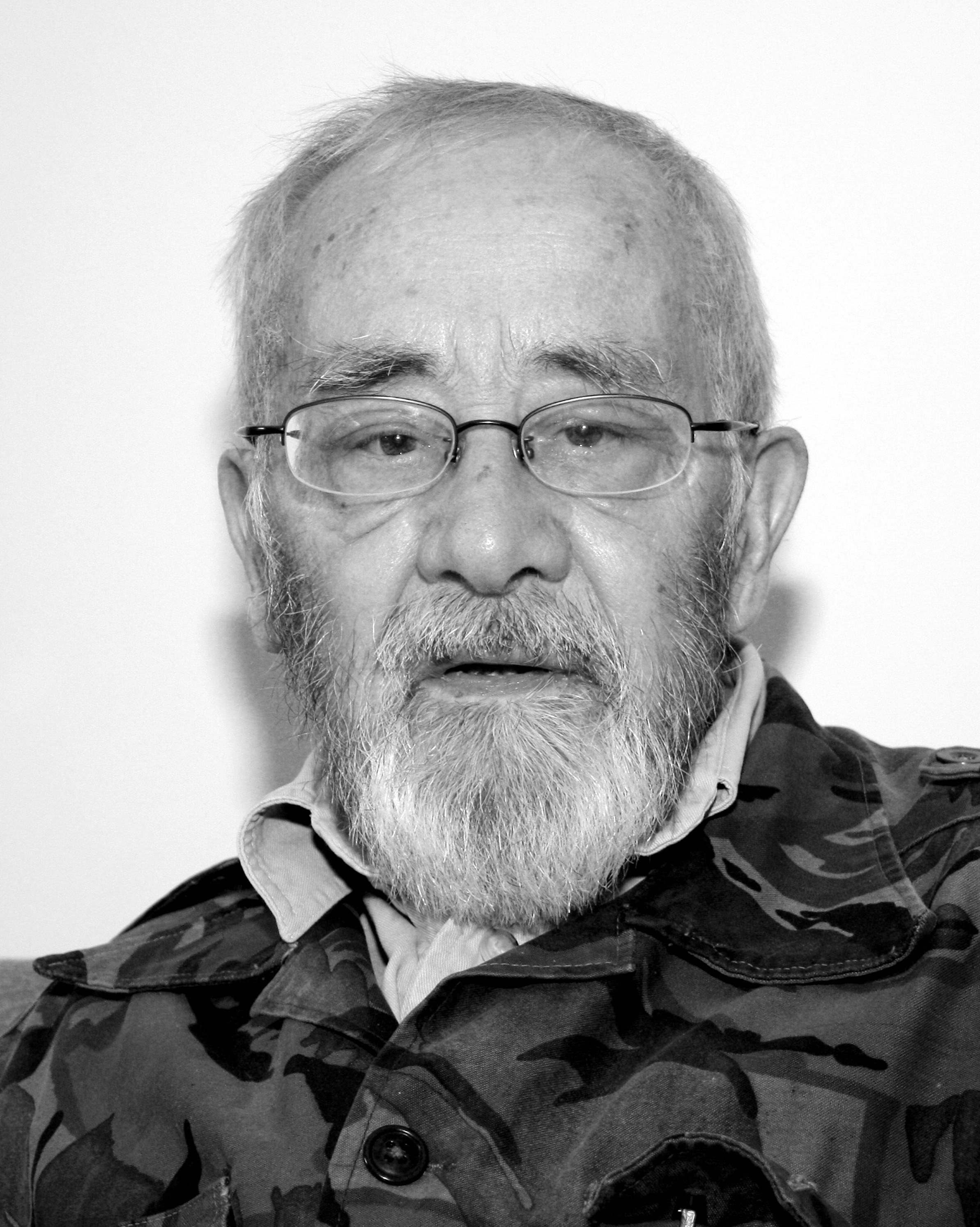
Alan Sillitoe (2009)

Die Einsamkeit des Langstreckenläufers (engl.: The Loneliness of the Long-Distance Runner) ist die Titelgeschichte eines Erzählungsbandes von Alan Sillitoe.
Die 1959 veröffentlichten Erzählungen waren das zweite Buch des Autors nach dem Erstlingsroman „Saturday Night and Sunday Morning“ von 1958. Sillitoe selbst hat das Drehbuch zu der Verfilmung der Erzählung von 1962 durch Tony Richardson geschrieben.

## Inhalt
Das Buch besteht aus der in der Ich-Form erzählten Geschichte des jungen Smith (im Film: Colin). Er ist ein sehr intelligenter Junge, der jedoch nachdem sein Vater gestorben war, einen Einbruch beging und dabei festgenommen wurde.
Er wird in eine Erziehungsanstalt eingewiesen, in der er durch seine Leistungsfähigkeit im Langstreckenlauf schnell dem Direktor auffällt. Der Direktor sieht in Colin sehr schnell einen potenziellen Gewinner des jährlichen Sportwettkampfes. Durch seinen beruflichen Ehrgeiz ist der Heimleiter enorm darauf fokussiert, dass Colin diesen Wettbewerb gewinnt, sodass er ihm sogar Trainingsläufe ohne Bewachung ermöglicht.
Auf diesen Trainingsläufen kann Colin seine soziale Schicht hinter sich lassen und kommt zu Erkenntnissen über seine Situation. Ihm wird klar, wenn er das Rennen gewänne, dies ein Akzeptieren der Spielregeln des Direktors und damit der ganzen etablierten Ordnung wäre. Er beschließt, für sich zu trainieren, damit er beim anstehenden Wettbewerb seinen Konkurrenten davon laufen kann. Dennoch will er sich kurz vor dem Ziel einholen lassen.
Er will damit beweisen, dass er ein wirklich freies Individuum ist. Obwohl die Polizei und der Heimleiter ihn zwar einsperren können, behält er die Kontrolle über seine Laufkünste. Er zieht damit die Rolle des Außenseiters einem Verlust an Freiheit vor.

## Personen
Es stehen sich zwei einander ausschließende Gesellschaftskonzeptionen gegenüber.

### Smith (Colin)
Beschreibt den Konflikt mit den Begriffen „in-laws“ und „out-laws“ (innerhalb und außerhalb der Gesetze) und beschreibt ihn als mit aller Konsequenz geführten Krieg.
Der normativen Vorgabe des Direktors, er solle in der Anstalt ehrlich werden, setzt er seine eigenen Vorstellungen von Ehrlichkeit entgegen.

„Ich denke, meine Ehrlichkeit ist die einzig wahre auf der Welt, und er denkt genauso, seine ist die einzig wahre auf der Welt.“

Daraus ergibt sich seine Überlegung, dass er den Wettlauf auf gar keinen Fall für den Direktor gewinnen darf. Er muss der Gesellschaft, insbesondere dem Direktor, zeigen, dass er allein Herr über seine Laufbegabung und ein freier Mensch ist. Er zieht die Rolle als Außenseiter einem Verlust an Freiheit vor.
Colin wird durch seine Vitalität und seinen starken Willen bestimmt, mit dem er sich gegen die Autorität des Direktors stellt.

„Die einzige Art, gegen die Pest zu kämpfen, ist die Ehrlichkeit.“

Er begreift, dass seine Ehrlichkeit der einzige Weg ist, um den Direktor aufzuhalten und ihm die Stirn zu bieten. Ein „ehrliches“ Leben im Sinne des Direktors wäre für ihn gleichbedeutend mit dem Tod. Colin kann seine Vitalität und sein Selbstbewusstsein nur wahren, indem er sich gegen die Vertreter der gesellschaftlichen Macht auflehnt und sich allen Versuchen seiner Resozialisierung widersetzt.

### Der Heimleiter
Repräsentiert die fragwürdigen Werte der herkömmlichen Gesellschaft. Durch einige Erlaubnisse und Sympathien Colin gegenüber versucht er ihn zu kontrollieren und zu zeigen, wer die Regeln bestimmt.

## Aufbau und erzählerische Gestaltung
Inhaltlich erhält diese Erzählung Sillitoes von Anfang an ihre Spannung durch den scharfen Gegensatz zwischen der Welt des siebzehnjährigen Protagonisten und den Vertretern gesellschaftlicher Macht, die den Ich-Erzähler umgeben und von ihm immer wieder als „them“ zusammengefasst werden. Der äußere Handlungsverlauf wird demgegenüber kaum vorangetrieben oder verändert und dient im Wesentlichen der Verdeutlichung dieser Polarität. Am Ende konkretisiert die Entscheidung des Ich-Erzählers nur die grundsätzliche Situation, die bereits zu Beginn bestanden hat. Der Protagonist gibt seine Opposition gegen die Vertreter der ihn beherrschenden Gesellschaft, die für ihn die Verkörperung von Autorität schlechthin darstellen, nicht auf. Er entscheidet sich dafür, auf mögliche persönliche Vorteile durch einen Sieg zu verzichten und den Langstreckenlauf, den er von seinem Leistungsvermögen her gewinnen könnte, absichtlich zu verlieren. Auf diese Weise lässt er den Versuch der gesellschaftlichen Autoritäten scheitern, ihn zu einer Anpassung an die bestehenden sozialen Normen und Regeln zu bewegen. Diese Entscheidung stellt als Handlungshöhepunkt in der längeren Kurzgeschichte das Ergebnis der von dem Ich-Erzähler ausgebreiteten eigenen Gedanken, Assoziationen und Phantasien dar, die überwiegend in der Form eines inneren Monologs präsentiert werden. Nur gelegentlich wird dieser innere Monolog des Ich-Erzählers durch direkte Leseransprachen unterbrochen.
Der erzähltechnische Aufbau von The Loneliness of the Long-Distance Runner ist dementsprechend durch eine Überlagerung der äußeren Struktur, d. h. des Verlaufs der Handlung in der erzählten Zeit, durch die innere, thematische Struktur geprägt. Die Darbietung des äußeren Geschehens läuft auf den Höhepunkt, die Schilderung des Langstreckenlaufs, zu. Nach der anfänglichen Situationsbeschreibung des Aufenthaltes in der Erziehungsanstalt („borstal“) im ersten Teil der Erzählung folgt eine Rückblende des Ich-Erzählers auf den Diebstahl, der den Grund für seine Einweisung lieferte; im letzten Abschnitt schließt der Erzähler wiederum zeitlich an den ersten Abschnitt an und vergegenwärtigt in seinem inneren Monolog den Tag des Langstreckenlaufs. Im Gegensatz zur äußeren Struktur des Handlungsverlauf erscheint diese innere Struktur der Erzählung nicht als Fortschreiten, sondern als zyklisch: der Antagonismus zwischen dem Protagonisten und seiner Umwelt dominiert gleichermaßen den ersten und dritten Abschnitt; auch der mittlere Abschnitt bildet kein retardierendes Moment, da lediglich das Thema der anderen Teile variiert und in eine Handlungsfolge sowie Dialogpassagen aufgelöst wird.
Der Mittelteil der Erzählung bildet dabei eine Art „Erzählung in der Erzählung“ mit der Schilderung einer längeren Episode aus der Vergangenheit des Protagonisten und der Darbietung seines familiären Hintergrundes, des Todes seines Vaters, der Geschichte des Einbruchs in die Bäckerei in Nottingham und dessen Aufklärung durch die Polizei. In der Rückblende tritt der Ich-Erzähler und sein Monolog in den Hintergrund, so dass in der Erzählhaltung eine größere Distanz zum Erzählten entsteht. Stilistisch entsteht in dieser Form ein Kontrast zu den beiden Erzählteilen, die die Rückblende umrahmen: an die Stelle der freien Assoziationen und wertenden Kommentare des Ich-Erzählers tritt ein direkter Bericht mit ausführlichen szenischen Dialogen in oftmals humoristischer Form.
Die Verbindung des Mittelteils der Erzählung mit den etwa gleich langen Anfangs- und Schlussabschnitten erfolgt über eine thematische Verknüpfung: Der Polizist, der den jugendlichen Protagonisten des Diebstahls überführt, ist ebenso ein Vertreter der Autorität wie der Leiter der Erziehungsanstalt. Zugleich erhält der Tod seines Vaters, der im Mittelteil eingehend dargeboten wird, während des Langstreckenlaufs seine eigentliche Bedeutung für den Ich-Erzähler, da er in der Weigerung seines Vaters, ärztliche Hilfe anzunehmen, das Vorbild für seine eigene Auflehnung gegen die gesellschaftlichen Normen und Werte sieht.
Durch die Erzählperspektive werden ebenso die innere und äußere Struktur der Erzählung vereinheitlicht: Der Ich-Erzähler berichtet von einem Zeitpunkt nach Abschluss der erzählten Handlung aus; in seinem Bewusstsein vereinigen sich die erinnerte Handlung und das die Erzählung bestimmende Grundthema. Der Ich-Erzähler hat insofern eine statische Funktion: die Person, die am Ende über ihrer Opposition zur Gesellschaft nachdenkt, unterscheidet sich nicht wesentlich von der Figur in der Vergangenheit, über die der Erzähler berichtet hat.
Ihre erzählerische Wirkung entfaltet diese Kurzgeschichte demgemäß nicht primär über die Handlungsführung oder Charakterentwicklung, sondern überwiegend durch die Ausbreitung zentraler Metaphern und Motive, die in dem assoziativen Erinnerungs- und Gedankenstrom des Erzählers akzentuiert werden.

## Werkzusammenhang und Wirkungsgeschichte
In Die Einsamkeit des Langstreckenläufers behandelt Sillitoe Themen und Motive, die in seinem weiteren Werk in immer neuen Variationen wiederkehren: unterschiedliche Formen der Klassengegensätze, das gesellschaftlich begründete Scheitern einzelner Menschen, die menschliche Entfremdung, die Auflehnung gegen repressive Herrschaftsverhältnisse und gesellschaftliche Institutionen und die Frustration im Arbeitsprozess sowie in der Freizeit.
Nahezu alle Kurzgeschichten Sillitoes handeln wie The Loneliness of the Long-Distance Runner von Randfiguren oder Opfern der bürgerlichen Gesellschaft. Vor allem mit der Thematisierung der unüberbrückbaren Kluft zwischen den herrschenden sozialen Schichten und der unteren Arbeiterschicht knüpft Sillitoe dabei an eine allerdings eher spärliche und auch diskontinuierliche Tradition der englischen Arbeiterliteratur an, wie sie sich beispielsweise in den Werken von Robert Tressel, Jack Common oder Jack Lindsay findet. Entscheidendere literarische Einflüsse hatten für Sillitoes naturalistische Gestaltungsweise in dieser Erzählung jedoch eher D. H. Lawrence und der frühe George Orwell.
Sillitoe selber äußerte in einem Gespräch, dass es in der Geschichte dieses Jugendlichen aus dem Arbeitermilieu Nottinghams zugleich um die Behauptung seiner eigenen Integrität als Künstler gehe („This story of a working-class youth is at the same time the statement of my artistic integrity“).
The Loneliness of the Long-Distance Runner wurde regelmäßig neu aufgelegt und diente als Vorlage für die gleichermaßen erfolgreiche Verfilmung von Richardson. Die Geschichte wurde ebenfalls als Hörspiel und als Bühnenstück aufgeführt und in zahlreiche Sprachen übersetzt. In der literaturkritischen Rezeption der Erzählung stand zunächst die politische Thematik im Vordergrund, solange Sillitoes literarische Bedeutung und Position in der Kritik noch unsicher war. Während in der Literaturkritik der damaligen DDR Die Einsamkeit des Langstreckenläufers als Widerspiegelung des „Lebensgefühl[s] kapitalistischer Entfremdung“ verstanden wurde, die eine Vorstufe für die Hinwendung des Autors zum sozialistischen Realismus darstelle, wurde von konservativer Seite, beispielsweise in der Times, die vermeintliche Einseitigkeit und sozialpolitische Parteilichkeit des Verfassers kritisiert, die sich insbesondere in der „scheinbar grundlose[n] Ablehnung normaler Werte“ durch den jugendlichen Helden der Erzählung äußere.
Allmählich stieß The Loneliness of the Long-Distance Runner als erste bedeutende Erzählung Sillitoes jedoch auf eine zumeist wohlwollende oder zumindest neutrale Kritik, in der die Ausweitung realistischer Prosa auf die Beschreibung der Lebensverhältnisse der unteren sozialen Bevölkerungsschichten begrüßt wurde. In der späteren literaturwissenschaftlichen Auseinandersetzung mit der Erzählung sowohl im englisch- wie auch im deutschsprachigen Raum wurde die Problematik der literarisch-ästhetischen Wertung zunehmend in den Vordergrund gerückt. Trotz aller Einwände beispielsweise gegen stilistische Schwächen gilt mittlerweile Die Einsamkeit des Langstreckenläufers als eines der „besten Werke“ Sillitoes und „als repräsentativ für sein Gesamtwerk“.

## Auszeichnungen
Die Erzählung wurde 1960 mit dem Hawthornden-Preis ausgezeichnet.

## Adaptionen
1962 verfilmte der englische Regisseur Tony Richardson den Stoff unter dem gleichen Titel als Schwarzweiß-Film mit dem damals 25-jährigen Tom Courtenay und Michael Redgrave in den Hauptrollen. Der Film war sowohl beim Publikum und als auch der Filmkritik außerordentlich erfolgreich und gilt als exemplarisch für das englische Free Cinema.
Titel und Zitate aus dem Buch wurden vor allem von Pop-Gruppen mehrmals verwendet.
Beispiele aus der Pop-Musik
- 1983  Titel eines Songs der britischen Oi! und Punk-Band Angelic Upstarts auf dem Album Reason Why?[9]

- 1986 Die britische Heavy-Metal-Band Iron Maiden übernahm Zitate aus der Erzählung in den gleichnamigen Song auf ihrem Album Somewhere in Time. In Großbritannien und Deutschland erreichte das Album Gold-Status.[10]

- 1995 Die US-amerikanische Post-Hardcore-Band Fugazi zitiert den Titel für ihren Song Long Distance Runner in dem Album Red Medicine.[11]

- 2001 variierte die schottische Indie-Band Belle and Sebastian den Titel für ihren Song Loneliness of a Middle Distance Runner, auf der B-Seite ihrer Single Jonathan David.[12]
- 2004 Die britische  Psychobilly-Band  The Meteors variierte den Titel als The Loneliness of the Long Distance Killer für einen Song auf ihrem Album These Evil Things.[13]
- 2005 Der kanadische Rapper Buck 65 zitiert in einer Zeile seines Songs Blood of a Young Wolf den Titel als „Lonely like the tight rope walker, hitchhiker, long distance runner.“[14] in seinem Album Secret House Against the World.

- 2009 Die US-amerikanische Grindcore-Band Agoraphobic Nosebleed parodiert den Titel der Erzählung als „The Loneliness of the Long Distance Drug Runner“ in ihrem Album Agorapocalypse.[15]

- 2012 Die Hardcore-Punk-Band This Routine is Hell betitelte einen Song auf ihrer EP Repent. Repeat. The Loneliness Of the Long Distance Runner.

## Ausgaben
- The Loneliness of the Long Distance Runner. Allen, London 1959. Taschenbuchausgabe Pan Books, London 1961.
- Die Einsamkeit des Langstreckenläufers und andere Erzählungen. Aus dem Englischen von Günther Klotz u. Hedwig Jolenberg. Diogenes, Zürich 1967. Deutsche Erstausgabe. Taschenbuchausgabe dtv, München 1969; mit einer Nachbemerkung von H. Biester (Ostberlin 1969).